# François d'Orignac
François d'Orignac est un ecclésiastique français qui fut abbé de Saint-Serge d'Angers du 6 octobre 1466 au 20 septembre 1483. Originaire du Limousin, il était licencié en loi. Avant de devenir abbé, il était prieur de Saint-Nicolas de Sablé. On lui doit la construction du clocher actuel de l'abbatiale.